# Чарльз Сеймур Райт
Чарльз Сеймур Райт, сер (англ. Charles Seymour Wright; нар. 7 квітня 1887 — пом. 1 листопада 1975) — канадський учений-фізик, учасник антарктичної експедиції Роберта Фолкона Скотта (1910—1913), Першої світової війни, один з піонерів у галузі розробки та створення засобів військового радіозв'язку та радіолокації.

## Ранні роки життя
Чарльз Сеймур Райт народився 7 квітня 1887 року у Торонто (Канада). Чарльз був другою дитиною в сім'ї англійських іммігрантів Альфреда та Катаріни Райт. Батько працював у канадській філії страхової компанії London and Lancashire. Мати — шотландка за походженням, померла під час пологів третьою дитиною (пізніше батько Райта одружився повторно й у нього народилося ще троє дітей).
У 1899 році Чарльз разом зі своїм старшим братом вступили у приватну школу Upper Canada College (Торонто), яку закінчив у 1904 році «з сумом і Медаллю генерал-губернатора». Через свою короткозорість Райт не досяг успіху в шкільних командних видах спорту та надавав перевагу спортивним заняттям просто неба — багато вільного часу він проводив у піших і водних туристичних походах (переважно разом з братом).
Восени 1904 року Райт вступив до Торонтського університету, де показав блискучі результати в навчанні. Протягом чотирьох років слухав поглиблені курси математики та фізики. Основний інтерес Райт виявив до експериментальної фізики з вивчення, під керівництвом професора Джона Мак-Леннана, іонізуючого атмосферу «проникаючого випромінювання» (космічних променів), природа якого тоді була невідома науці. У 1908 році за досягнуті результати в цьому напрямку Райт став іменним стипендіатом найпрестижнішої Стипендії всесвітньої виставки та був зарахований в Коледж Гонвілла та Кіза Кембриджського університету. Восени 1908 року він перебрався в Кембридж і аж до 1910 року працював над цією ж темою в Кавендіській лабораторії під керівництвом нобелівського лауреата Джозефа Джона Томсона.
Працюючи в Кембриджі, Чарльз Райт познайомився та став близьким другом молодого австралійського вченого Томаса Гріффіта Тейлора, разом з яким вирішив взяти участь у новій британській експедиції до Антарктиди під керівництвом Роберта Скотта. Тейлор був прийнятий як геолог, а Райт (після співбесіди з керівником наукового штату експедиції Едвардом Вілсоном) на посаду фізика та гляціолога.
У 1910 році, напередодні відправлення в Антарктику, результати своїх досліджень і запропоновані ним нові методи вимірювання та реєстрації «проникаючого випромінювання» Райт залишив Джозефу Томпсону для остаточного затвердження та публікації. Однак, коли у 1913 році Райт повернувся з подорожі, його звіт, як і раніше, лежав у шухляді столу Томпсона. За час його відсутності аналогічні, але повніші дослідження опублікував Ганс Гейгер, чия ідея приладу для вимірювання радіоактивності отримала подальший розвиток.

## Подорож до Антарктиди (1910—1913)

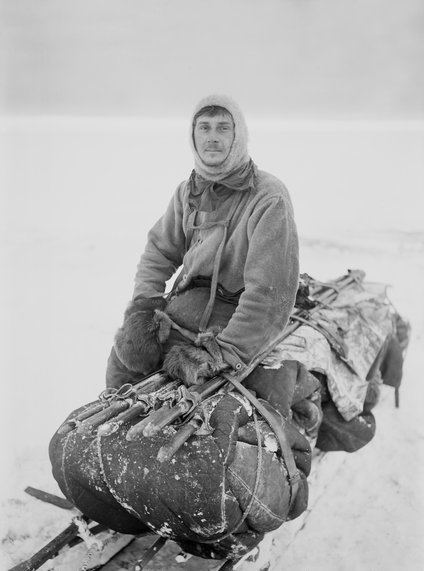
Чарльз Райт (1911)

Експедиція Роберта Скотта залишила Велику Британію 1 червня 1910 року та 4 січня 1911 року досягла берегів Антарктиди. База експедиції була організована на острові Росса.
Більшість часу, проведеного в Антарктиді, Райт займався питаннями гляціології, магнетизму, а також асистував метеорологу Джорджу Сімпсону (після від'їзду останнього в березні 1912 виконував його обов'язки). Ще під час плавання в Антарктику Сімпсон і Райт вивчали атмосферну електрику над океаном, результати їх спостережень були опубліковані вже у травні 1911 року.
З 27 січня по 14 березня 1911 року Чарльз Райт у складі «західної партії» під керівництвом Гріффіта Тейлора взяв участь у поході на захід від острова Росса на Землю Вікторії (крім нього до складу партії входили геолог Френк Дебенгем та старшина Едгар Еванс — майбутній підкорювач Південного полюсу). Партія Тейлора провела важливі геологічні та гляціологічні дослідження в сухих долинах Мак-Мердо (названих іменами Тейлора, Райта та Вікторії) та на льодовиках Феррара та Кетлица, склала їх точні карти.
З 1 листопада до 22 грудня 1911 року Райт входив до складу допоміжного загону партії Роберта Скотта, яка вирушала до Південного полюса. 22 грудня на широті 85° 15' (верхів'я льодовика Бірдмора) Скотт наказав Едварду Аткінсону, Епслі Черрі-Гаррарду, Райту і Кеогейну повертатися на базу. Партія Райта щасливо повернулася 26 січня 1912 року.

17 січня 1912 року, через 34 дні після Руаля Амундсена, Роберт Скотт і його партія досягла Південного полюса, проте по дорозі назад загинула. 12 листопада 1912 року Чарльз Райт, як учасник пошукової партії з 8 осіб під керівництвом Едварда Аткінсона, першим виявив намет з тілами Скотта, Едварда Вілсона та Генрі Боверса.
Ця сцена до кінця життя не згладиться з моєї пам'яті. Ми йшли з собаками та бачили, як Райт один раптом звернув з курсу, а за ним вправо потягнулася вся партія з мулами. Він помітив, як йому здалося, гурій, а поруч щось темне — що б це могло бути? Подив переріс у передчуття біди. Собачі упряжки підтягнулися, всі зупинилися. Райт підійшов: «Це намет». Як він дізнався — не розумію. Уявіть собі звичайну снігову пустелю, праворуч від нас —залишки торішнього гурія, невеликий горбок — і тільки поблизу стала помітною трифутова бамбукова жердина, яка самотньо стирчала зі снігу, а поруч — ще один горбок, може видавався трохи більше…— Епслі Черрі-Гаррард
Скотт у своїх щоденниках дуже позитивно відгукувався про Чарльза Райта:
Одним з найкращих наших придбань я вважаю Райта. Він у всьому вкрай ґрунтовний і завжди готовий абсолютно на що завгодно. Подібно Боверса, санна наука дається йому як качці плавання і хоча по цій частині ще не проходив суворої школи, але впевнений, що витримає її майже так само добре. Ніщо ніколи не засмучує його, і я не можу собі уявити, щоб він був чимось незадоволений.— Р. Скотт
У 1922 році за результатами роботи експедиції «Терра-Нова» Райт у співавторстві з Реймондом Прістлі (геологом експедиції) опублікував роботу «Гляціологія», що стала класикою ранніх досліджень у цій науці.

## Наступні роки життя

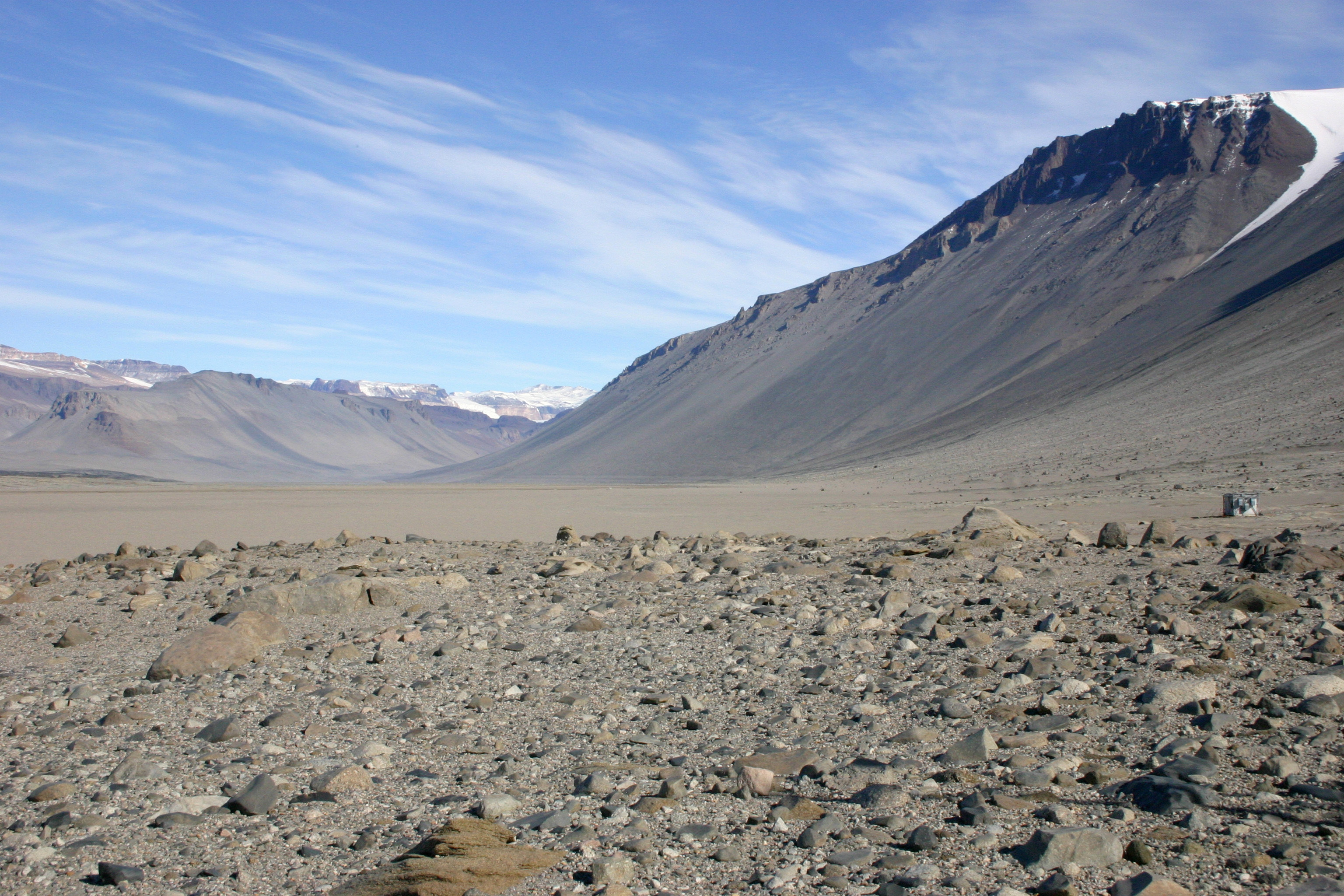
Суха долина Райта, Антарктида

Після повернення до Англії Райт продовжив роботу в Кембриджському університеті, де читав лекції з картографії на факультеті географії, а також працював над науковим звітом експедиції. У 1914 році Райт одружився з рідною сестрою Реймонда Прістлі Едіт Мері (сам Прістлі одружився з сестрою Райта Мері Бойд). У сім'ї Чарльза Сеймура народився син Альфред, а в 1924 році — дочка Пет.
У 1914 році Райта призвали у Королівські інженерні війська. Навесні 1915 року у званні другого лейтенанта його направили на фронт Першої світової війни до Франції, де працював над розробкою та створенням бездротових засобів армійського зв'язку для французьких та британських сухопутних військ. Пізніше його перевели для подальшого проходження служби у Генеральному штабі. За свої досягнення та заслуги Райта нагородили Воєнним хрестом, орденом Почесного легіону та орденом Британської імперії. Війну закінчив у званні майора.
Після війни Райт почав працювати у Науково-дослідницькому департаменті при Британському адміралтействі на посаді помічника директора. У 1929 році його призначили керівником проєктів Департаменту досліджень адміралтейства в Теддінгтоні, Лондон. Під час роботи на цій посаді Чарльз Райт відіграв значну роль у розробці та створенні ранніх систем радіолокаційного виявлення для потреб флоту та військово-повітряних сил. Райт тісно співпрацював у цій сфері з Реймондом Прістлі, який був віцеканцлером Бірмінгемського університету, та ще з трьома вченими з факультету фізики, які брали безпосередню участь у цих роботах.
У 1946 році Райт очолив новостворену Наукову службу ВМФ Великої Британії. За свою багаторічну службу та досягнення цього ж року його нагородили орденом Лазні та посвятили у лицарі. У 1947 році, після досягнення 60 років, Райт залишив службу у Великій Британії та переїхав до Канади на свою історичну батьківщину. Незабаром він отримав пропозицію із США та деякий час пропрацював у Вашингтоні науковим радником при Британській місії. У 1951 році він купив будинок у Вікторії, цього ж року став директором Морської фізичної лабораторії Інституту океанографії Скриппса, Сан-Дієго. Працював на цій посаді до 1955 року, займаючись питаннями радіообміну між субмаринами, вивченням геомагнітного шуму та супутніми завданнями.
У 1955 році Райт повернувся до Канади та почав працювати у Тихоокеанській військово-морській лабораторії в Іскваймолті (неподалік Вікторії), де займався вивченням геомагнітних флуктуацій та їхнім зв'язком з полярним сяйвом. Ці дослідження проводилися спільно зі Стенфордським університетом, і в рамках у 1960 та 1965 роках сер Чарльз Райт знову відвідав Антарктиду. Працював на антарктичній станції Берд, відвідав станцію Амундсен-Скотт, літаком пролетів над льодовиком Бірдмора та над сухою долиною Райта, названою на його честь у 1958 році.
У 1969 році Чарльз Райт остаточно відійшов від справ і переїхав до своєї доньки Пет в Солтспрінг-Айленд, Британська Колумбія, де помер 1 листопада 1975 року у віці 88 років. 13 листопада 1975 року його прах розвіяли над морем з борту HMCS Restigouche.

## Додаткова література
- Raeside, Adrian. Return to Antarctica : the amazing adventure of Sir Charles Wright on Robert Scott's journey to the South Pole. — Toronto : John Wiley & Sons Canada, 2009. — 323 с. — ISBN 9780470153802.
- Joseph G. Frey. The Remarkable Wright // Legion Magazine. — .